# 代用醤油
代用醤油（だいようしょうゆ）とは、さまざまな原料を用いて、醤油の代用品として製造した調味料。

## 歴史
第二次世界大戦前後、日本では物資の不足のため、本来の醤油醸造に必要な原料である大豆や小麦の入手が困難となり、醤油の生産量が低下した。さらに戦後、醤油は配給品となり、流通量が不足することとなった。参議院において「加工水産物、蔬菜、味噌、醤油等についてもその配給量を増加し得るような方策を講じ」と、増産と流通統制が提案されているように、食糧不足の中でもさらに重要な問題として扱われていた。しかし普通の醤油は、原料の問題のみならず醸造のために大規模な設備と長期間の醸造期間を必要とし、短期間での増産はできない。そのため代用品として、醤油粕を塩水で戻し、さらに絞ったものを用いたり、魚介類やサツマイモの絞り汁、海草などを原料として用い、カラメルや、前述の醤油粕の絞り汁等で風味を調整したものを用いることがあった。これを代用醤油と呼ぶ。

## 原料
醤油の味と香りに似せるためには、うまみと香りを得る必要があり、物資不足の際は入手可能な様々なものを原料としている。その際は動植物を問わず生産の原料とされ、研究対象としては、人間の廃毛髪を原料としたものも検討された。

### 魚介類
魚醤は漁港など、魚介類が豊富な地域では小規模な生産が可能であり、秋田県男鹿半島の「しょっつる」や石川県能登半島の「いしる」等、伝統的に用いられているものもあり、独自の調味料として食文化が成立しているが、代用醤油の一種や、その原料として挙げられることがある。その場合、ハタハタ、イワシ、イカナゴ（コウナゴ）等が原料として用いられる。

### その他動物
カイコの蛹はタンパク質を多く含み、アミノ酸原料として用いられることがあった。鯨ひげもケラチンなどのタンパク質からなることから、同様に利用された。

### 植物
大豆粕（現在の脱脂加工大豆）は、油脂製造の副産物として得られる。また、海草を原料として用いたケースもあった。ほかにおからやフスマを使用したこともあった。
小麦・大豆の摂取による食物アレルギーを防止するために、アワ・ヒエ・キビを材料とした〈しょうゆ〉も存在する。

## 代表的な製造法
池田菊苗のアミノ酸研究の一環として、さまざまな原料を用いたアミノ酸液製造の実験が行われた。その方法として、原料を塩酸で煮沸することでタンパク質を加水分解してアミノ酸としたものを水酸化ナトリウムで中和することで、中性の食塩水溶液としたアミノ酸液を得ることができた。代用醤油は、主にこのアミノ酸液に風味をつけたものである。現在、大豆および小麦を用いて作られたアミノ酸液は、醤油諸味および醤油と混合することで、醤油とすることができる。

## 風味
当時の文献によると、醤油粕を用いたものは以下の様に述べられており、色、香、味ともに醤油とは異なっていた（引用文は原文ママ、字体は新字体に変更）。
| 「 | 一番多いのは醤油粕を細工したものです。（中略）之は見た所醤油らしく、香気も似て居ますが、旨味は到底醤油に及びもつきません。（中略）又、魚や貝の煮汁を同じ様に加工したものもあります、之は味はよいものもありますが香は全然醤油とちがひます。 | 」 |

しかしながら、魚醤など、原料それぞれに独特の香りや味わいがあり、嗜好に適したものも作られていた。